# István Szöke
István Szőke (ur. 13 lutego 1947 w Budapeszcie, zm. 1 czerwca 2022 tamże) – węgierski piłkarz grający na pozycji pomocnika. W swojej karierze rozegrał 13 meczów w reprezentacji Węgier, w których strzelił 3 gole.

## Kariera klubowa
Swoją karierę piłkarską Szőke rozpoczynał w klubie Ferencvárosi TC. W sezonie 1965 zadebiutował w nim w pierwszej lidze. W latach 1967 i 1968 wywalczył z nim mistrzostwo Węgier. Z kolei w latach 1965, 1966, 1970, 1971, 1973 i 1974 był z Ferencvárosi wicemistrzem kraju. W 1968 roku awansował z Ferencvárosi do finału Puchaur Miast Targowych i wystąpił w finałowym dwumeczu z Leeds United (0:1, 0:0).
W 1975 roku Szőke odszedł z Ferencvárosi do klubu Volán SC. Grał w nim przez sezon i w 1976 roku zakończył swoją karierę.

## Kariera reprezentacyjna
W reprezentacji Węgier Szőke zadebiutował 25 maja 1969 roku w wygranym 2:0 meczu eliminacji do MŚ 1970 z Czechosłowacją. W 1972 roku wystąpił w jednym meczu turnieju finałowego Euro 72, półfinale ze Związkiem Radzieckim (0:1). Od 1969 do 1973 roku rozegrał w kadrze narodowej 13 meczów i strzelił w nich 3 gole.
| Mecze i gole w reprezentacji | Mecze i gole w reprezentacji | Mecze i gole w reprezentacji | Mecze i gole w reprezentacji | Mecze i gole w reprezentacji | Mecze i gole w reprezentacji | Mecze i gole w reprezentacji |
| #                            | Data                         | Stadion                      | Rywal                        | Wynik                        | Gol                          | Rozgrywki                    |
| 1969                         | 1969                         | 1969                         | 1969                         | 1969                         | 1969                         | 1969                         |
| ---------------------------- | ---------------------------- | ---------------------------- | ---------------------------- | ---------------------------- | ---------------------------- | ---------------------------- |
| 1.                           | 25.05.1969                   | Budapeszt, Węgry             | Czechosłowacja               | 2:0                          | 0                            | el. MŚ 1970                  |
| 1971                         |                              |                              |                              |                              |                              |                              |
| 2.                           | 01.09.1971                   | Budapeszt, Węgry             | Jugosławia                   | 2:1                          | 1                            | towarzyski                   |
| 3.                           | 25.09.1971                   | Budapeszt, Węgry             | Bułgaria                     | 2:0                          | 0                            | el. ME 1972                  |
| 1972                         |                              |                              |                              |                              |                              |                              |
| 4.                           | 12.01.1972                   | Madryt, Hiszpania            | Hiszpania                    | 0:1                          | 0                            | towarzyski                   |
| 5.                           | 06.05.1972                   | Budapeszt, Węgry             | Malta                        | 3:0                          | 0                            | el. MŚ 1974                  |
| 6.                           | 14.05.1972                   | Bukareszt, Rumunia           | Rumunia                      | 2:2                          | 1                            | el. ME 1972                  |
| 7.                           | 17.05.1972                   | Belgrad, Jugosławia          | Rumunia                      | 2:1                          | 1                            | el. ME 1972                  |
| 8.                           | 25.05.1972                   | Sztokholm, Szwecja           | Szwecja                      | 0:0                          | 0                            | el. MŚ 1974                  |
| 9.                           | 14.06.1972                   | Bruksela, Belgia             | ZSRR                         | 0:1                          | 0                            | ME 1972                      |
| 10.                          | 15.10.1972                   | Wiedeń, Austria              | Austria                      | 2:2                          | 0                            | el. MŚ 1974                  |
| 1973                         |                              |                              |                              |                              |                              |                              |
| 11.                          | 13.06.1973                   | Budapeszt, Węgry             | Szwecja                      | 3:3                          | 0                            | el. MŚ 1974                  |
| 12.                          | 26.09.1973                   | Belgrad, Jugosławia          | Jugosławia                   | 1:1                          | 0                            | towarzyski                   |
| 13.                          | 21.11.1973                   | Budapeszt, Węgry             | NRD                          | 0:1                          | 0                            | towarzyski                   |